# ده غنجي (بزنجان)
ده غنجي (بالفارسية: ده گنجی) هي قرية تقع في إيران في قسم بزنجان الريفي.